# Kvarntjärnen (Kalls socken, Jämtland, 704490-137143)
Kvarntjärnen är en sjö i Åre kommun i Jämtland och ingår i Indalsälvens huvudavrinningsområde. Sjön har en area på 0,169 kvadratkilometer och ligger 515,1 meter över havet. Sjön avvattnas av vattendraget Kvarnbäcken.

## Delavrinningsområde
Kvarntjärnen ingår i det delavrinningsområde (704555-137102) som SMHI kallar för Utloppet av Kvarntjärnen. Medelhöjden är 544 meter över havet och ytan är 1,47 kvadratkilometer. Det finns inga avrinningsområden uppströms utan avrinningsområdet är högsta punkten. Kvarnbäcken som avvattnar avrinningsområdet har biflödesordning 2, vilket innebär att vattnet flödar genom totalt 2 vattendrag innan det når havet efter 312 kilometer. Avrinningsområdet består mestadels av skog (67 procent). Avrinningsområdet har 0,17 kvadratkilometer vattenytor vilket ger det en sjöprocent på 11,4 procent.